# Islas Sjuøyane
Las islas Sjuøyane (que en noruego significan, las Siete Islas, un claro caso de tautopónimo) son un grupo de pequeñas islas noruegas localizadas en la parte más septentrional del archipiélago de las Svalbard, al norte de la isla de Nordaustlandet. Como su nombre indica, se trata de un grupo de siete islas (así como varios islotes y arrecifes) aunque tres son poco más que islotes. 
Las islas principales son Phippsøya, Parryøya, Martensøya, Nelsonøya y Waldenøya y los islotes Tavleøya, Vesle Tavleøya y Rossøya. Rossøya, un escollo más que una isla, está en los 80°49'44"N y es la tierra más al norte de las Svalbard y por ende de Europa (si no se considera el archipiélaogo de la Tierra de Francisco José). 
Las condiciones del hielo son a menudo difíciles, pero son a menudo accesibles antes que otras partes más al sudeste de las Svalbard, debido a la influencia de las últimas aguas de la corriente del Golfo. La distancia hasta el polo norte es de 1024,3 km, de unos 350 kilómetros de Longyearbyen y unos 50 km de Nordaustlandet. 
Las Sjuøyane pertenecen a la Reserva Natural Svalbard Noreste desde el 1 de enero de 1973.

## Historia
Las islas Sjuøyane fueron reflejadas por vez primera en un mapa por el holandés Hendrick Doncker (1663). Pieter Goos (1666) y otros cartógrafos pronto le siguieron. Cornelis Giles y Outger Rep (c. 1710) fueron los primeros en situar las islas en su posición correcta. Las islas pueden haber sido avistadas ya en 1618, cuando un ballenero de Enkhuizen dijo que había visto las islas ese año. Como los cartógrafos a menudo estaban desfasados años con respecto a los descubrimientos reales del archipiélago, esta afirmación puede muy bien cierta, aunque la evidencia es insuficiente. 
El grupo de islas fue visitado muchas veces desde su descubrimeinto, siendo las más conocidas:
- la fracasada expedición británica de 1773 que intentaba alcanzar el Polo Norte desde las Spitsbergen en los barcos HMS Racehorse, al mando de Constantine John Phipps y el HMS Carcass, dirigido por el capitán Lutwidge, en el que viajaba como guardiamarina un joven Horatio Nelson;
- otra fracasada expedición británica que intentaba alcanzar el Polo Norte en 1827 con el buque HMS Hecla al mando de William Edward Parry;
- la expedición sueca de Adolf Erik Nordenskjöld, en julio/agosto de 1861, que hicieron tierra en varias de las islas y escalaron algunos de los picos más altos.

Los nombres de las islas fueron nombrados en honor a esos visitantes ilustres.